# Amphoe Cho-airong
Amphoe Cho-airong (thailändisch อำเภอเจาะไอร้อง) ist ein Landkreis (Amphoe – Verwaltungs-Distrikt) der  Provinz Narathiwat. Die Provinz Narathiwat liegt im Südosten der Südregion von Thailand an der Landesgrenze nach Malaysia.

## Geographie
Benachbarte Landkreise und Gebiete sind (von Norden im Uhrzeigersinn): die Amphoe Mueang Narathiwat, Tak Bai, Su-ngai Padi und Ra-ngae. Alle Amphoe liegen in der Provinz Narathiwat.

## Geschichte
Cho-aiong wurde am on 31. Mai 1993 zunächst als Kleinbezirk (King Amphoe) eingerichtet, indem drei Tambon vom Amphoe Ra-ngae abgetrennt wurden.
Am 5. Dezember 1996 bekam Cho-airong den vollen Amphoe-Status.

## Verwaltung

### Provinzverwaltung
Amphoe Waeng ist in drei Unterbezirke (Tambon) eingeteilt, welche weiter in 33 Dorfgemeinschaften (Muban) unterteilt sind.
| Nr. | Name       | Thai      | Dörfer | Einw.   |
| --- | ---------- | --------- | ------ | ------- |
| 1.  | Chuap      | จวบ       | 08     | 11.5630 |
| 2.  | Bukit      | บูกิต       | 14     | 17.625  |
| 3.  | Maruebo Ok | มะรือโบออก | 11     | 09.276  |

### Lokalverwaltung
Jeder der drei Tambon wird von einer „Tambon-Verwaltungsorganisation“ (TAO, องค์การบริหารส่วนตำบล) verwaltet.